# Anne-Else Paetzold
Anne-Else Paetzold (* 30. Dezember 1945 in Muldenstein, Bitterfeld) ist eine deutsche Theater- und Filmschauspielerin.

## Leben
Paetzold studierte an der Staatlichen Ballettschule und Schule für Artistik in Berlin und war von 1963 bis 1965 als Tänzerin in Dresden beschäftigt. An der Hochschule für Schauspielkunst „Ernst Busch“ Berlin studierte sie von 1966 bis 1970 Puppenspiel und Schauspiel. Von 1983 bis 1998 war sie Teil des Ensembles des Maxim-Gorki-Theaters in Berlin. Zuvor spielte sie in den Städten Görlitz und Potsdam. In den 1980er Jahren und von 1998 bis 2008 gehörte sie zum Ensemble des Theaters in Heilbronn.
In den 1970er Jahren wirkte sie in einigen Spielfilmen der DEFA mit. 1987 spielte sie eine Nebenrolle in Sidonies Bilder und 1990 in Alter Schwede. Paetzold spielte 1991 in dem DEFA-Kinderfilm Olle Hexe den gleichnamigen Antagonisten. Zuletzt war sie 2008 im Spielfilm Der Mond und andere Liebhaber zu sehen.

## Filmografie
- 1973: Das zweite Leben des Friedrich Wilhelm Georg Platow
- 1973: Unser täglich Bier (Fernsehfilm)
- 1975: Suse, liebe Suse
- 1975: Eine Pyramide für mich
- 1976: Beethoven – Tage aus einem Leben (Der Compositeur)
- 1978: Ich zwing dich zu leben
- 1978: Bluthochzeit (Studioaufzeichnung)
- 1978: Fleur Lafontaine
- 1987: Sidonies Bilder (Fernsehfilm)
- 1990: Alter Schwede (Fernsehfilm)
- 1991: Olle Hexe
- 2008: Der Mond und andere Liebhaber